# Georg Fresenius
Georg Fresenius (ur. 25 września 1808, zm. 1 grudnia 1866) – niemiecki lekarz, botanik i mykolog.
Pochodził z Frankfurtu nad Menem. Studiował medycynę na Uniwersytecie w Heidelbergu, Uniwersytecie w Würzburgu i Uniwersytecie w Gießen. Na tej ostatniej uczelni w 1829 roku doktoryzował się. Osiadł we Frankfurcie,  gdzie pracował jako lekarz ogólny, cały czas przy tym aktywnie interesując się botaniką.
Podczas studiów w Heidelbergu zaprzyjaźnił się z Georgiem Engelmannem (1809–1884), który później został znanym niemiecko-amerykańskim botanikiem. Od 1831 r. Fresenius był kustoszem zielnika Senckenberga i nauczycielem w Senckenberg Research Institute (Forschungsinstitut Senckenberg). Wraz ze swoim uczniem Antonem de Bary (1831–1888) przeprowadzał badania mikroskopowe glonów i grzybów. Zmarł we Frankfurcie 1 grudnia 1866 r. w wieku 58 lat.
Opisał nowe gatunki roślin i grzybów. Przy nazwach naukowych opisanych przez niego taksonów dodawany jest skrót jego nazwiska Fresen. (np. Mucor mucedo Fresen.). Od jego nazwiska pochodzą nazwy naukowe niektórych roślin, np. Senecio fresenia, Fresenia.

## Wybrane publikacje
1. Grundriss der Botanik, zum Gebrauche bei seinen Vorlesungen, 1840 – Outline of botany, etc
2. Beiträge zur mykologie, 1850 – Contributions to mycology
3. Beiträge zur Kenntniss mikroskopischer Organismen, 1856 – Contributions to the understanding of microscopic organisms
4. Cordiaceae, Heliotropieae, Borragineae, 1857[3]